# Sébastien Bordeleau
Sébastien Ives Bordeleau (* 15. Februar 1975 in Vancouver, British Columbia) ist ein ehemaliger französisch-kanadischer Eishockeyspieler und derzeitiger -trainer, der im Verlauf seiner aktiven Karriere zwischen 1991 und 2012 unter anderem 256 Spiele für die Canadiens de Montréal, Nashville Predators, Minnesota Wild und Phoenix Coyotes in der National Hockey League (NHL) auf der Position des Centers bestritten hat. Darüber hinaus absolvierte Bordeleau weitere 473 Partien für den SC Bern und EHC Biel in der Schweizer Nationalliga A (NLA). Mit dem SC Bern gewann er im Jahr 2004 die Schweizer Meisterschaft. Sein Vater Paulin, jüngerer Bruder Paulin junior und die beiden Onkel Christian und Jean-Pierre waren ebenfalls professionelle Eishockeyspieler.

## Karriere
Sébastien Bordeleau begann seine Karriere als Eishockeyspieler in der kanadischen Juniorenliga Ligue de hockey junior majeur du Québec (LHJMQ), in der er von 1991 bis 1995 für die Olympiques de Hull aktiv war. Nach zwei Spielzeiten mit über 50 Punkten wurde er zudem von den Canadiens de Montréal aus der National Hockey League (NHL) im NHL Entry Draft 1993 in der dritten Runde an 73. Stelle ausgewählt. Zum Abschluss seiner Juniorenkarriere gewann der Offensivspieler mit den Olympiques die Meisterschaft der LHJMQ in Form des Coupe du Président. Zudem erhielt er zahlreiche individuelle Auszeichnungen und vertrat sein Team auch im Rahmen des prestigeträchtigen Memorial Cups.

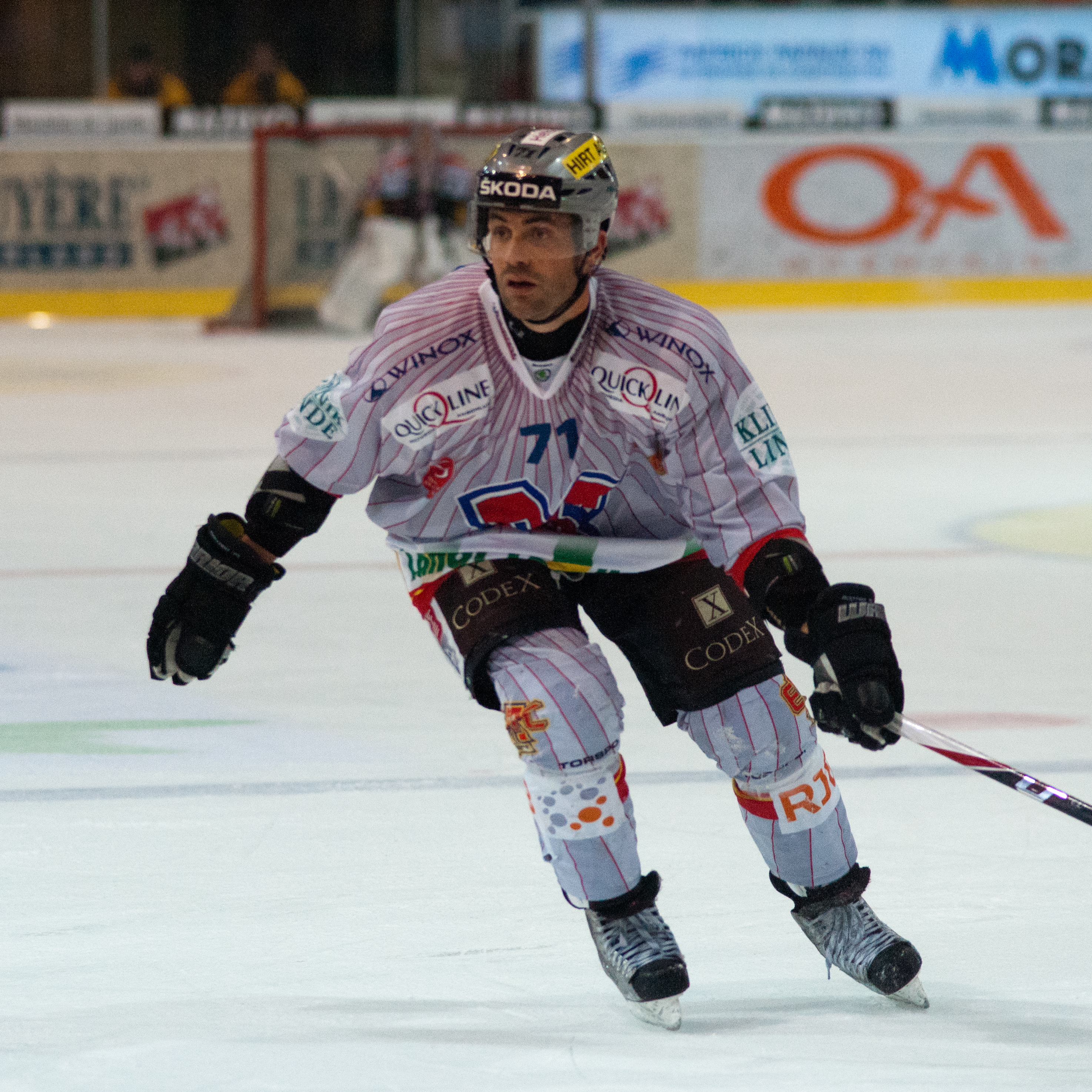
Bordeleau im Trikot des EHC Biel (2011)

Zur Saison 1995/96 holten die Canadiens ihn in die American Hockey League (AHL) zu ihrem Farmteam, den Fredericton Canadiens. Seine ordentlichen Leistungen dort wurden auch mit vier NHL-Einsätzen belohnt. Im darauffolgenden Jahr spielte er schon die halbe Saison für die Canadiens de Montréal und ab der Saison 1997/98 hatte er in der NHL seinen Stammplatz. Vor der Saison 1998/99 wurde er zu den neu in die Liga aufgenommenen Nashville Predators transferiert, damit die Habs vermieden, dass die Predators den schwedischen Verteidiger Peter Popovic im NHL Expansion Draft 1998 auswählten. In Nashville blieb Bordeleau drei Jahre. Besonders gut war vor allem seine erste Saison, in der er der viertbeste Scorer des Teams war und auf 40 Scorerpunkte kam. Im Verlauf der Saison 2000/01 wurde der Angreifer jedoch von den Predators auf die Waiver-Liste gesetzt und von den St. Louis Blues ausgewählt. Die Blues setzten Bordeleau bis zum Ende der Spielzeit aber ausschließlich in der AHL bei den Worcester IceCats ein. Vor der Saison 2001/02 wechselte der Kanadier über den NHL Waiver Draft zu Minnesota Wild, wo er jedoch nicht sonderlich erfolgreich war und häufig auch im Farmteam eingesetzt wurde. Im Verlauf der Spielzeit versuchte er es noch einmal bei den Phoenix Coyotes, die ihn im Januar 2002 im Tausch für David Cullen erworben hatten, doch er bestritt nur sechs Spiele dort. Meist spielte er wieder in der AHL bei den Springfield Falcons.
Im Sommer 2002 entschied sich Bordeleau für einen Wechsel nach Europa und spielte in den folgenden sieben Jahren beim SC Bern in der Schweizer Nationalliga A (NLA). In Bern gehörte er zu den Publikumslieblingen und gewann mit seiner Mannschaft in der Saison 2003/04 den Schweizer Meistertitel. Nach zwei sehr ordentlichen Spielzeiten enttäuschte er in der Saison 2004/05. Ein Jahr später kam er jedoch wieder mit gewohnter Stärke zurück und war nicht nur bester Scorer der Berner, sondern auch viertbester Scorer der Liga. Am 14. Mai 2009 gab er bekannt, den SC Bern verlassen zu wollen und unterschrieb kurz darauf einen Vertrag beim Ligakonkurrenten EHC Biel. Mit den Bielern gelang in der Saison 2011/12 die Playoff-Qualifikation, in der sie in der ersten Runde dem EV Zug unterlagen. Im Anschluss an diese Serie beendete der Franko-Kanadier im Alter von 37 Jahren seine aktive Laufbahn. 
Im Anschluss an seine aktive Karriere wurde Bordeleau im Jahr 2012 in die Swiss Ice Hockey Hall of Fame aufgenommen. Ebenso begann er als Trainer im unterklassigen Juniorenbereich in der kanadischen Provinz Québec zu arbeiten, ehe er in der Saison 2017/18 in den Trainerstab der Canadiens de Montréal und ein Jahr später in den der Les Canadiennes de Montréal aus der Canadian Women’s Hockey League (CWHL) aufgenommen. Seit der Spielzeit 2019/20 arbeitet Bordeleau im Trainerteam der Nashville Predators.

### International
Sébastien Bordeleau vertrat Frankreich bei den A-Weltmeisterschaften 2004 und 2008 sowie bei der Qualifikation für die Olympischen Winterspiele 2006 in Turin und der Qualifikation für die Olympischen Winterspiele 2010 in Vancouver.

## Erfolge und Auszeichnungen
| - 1992 LHJMQ All-Rookie Team - 1995 Coupe-du-Président-Gewinn mit den Olympiques de Hull - 1995 Topscorer der LHJMQ-Playoffs - 1995 LHJMQ-Offensivspieler des Jahres | - 1995 LHJMQ First All-Star Team - 1995 CHL Third All-Star Team - 2004 Schweizer Meister mit dem SC Bern - 2012 Aufnahme in die Swiss Ice Hockey Hall of Fame |

## Karrierestatistik

### International
Vertrat Frankreich bei:
- Weltmeisterschaft 2004
- Qualifikationsturnier für die Olympischen Winterspiele 2006
- Weltmeisterschaft 2008
- Qualifikationsturnier für die Olympischen Winterspiele 2010

(Legende zur Spielerstatistik: Sp oder GP = absolvierte Spiele; T oder G = erzielte Tore; V oder A = erzielte Assists; Pkt oder Pts = erzielte Scorerpunkte; SM oder PIM = erhaltene Strafminuten; +/− = Plus/Minus-Bilanz; PP = erzielte Überzahltore; SH = erzielte Unterzahltore; GW = erzielte Siegtore; 1 Play-downs/Relegation; Kursiv: Statistik nicht vollständig)